# Томас Арчибальд Спрег
Томас Арчибальд Спрег (англ. Thomas Archibald Sprague, 7 жовтня 1877 — 22 жовтня 1958) — шотландський ботанік. 

## Біографія
Томас Арчибальд Спрег народився в Единбурзі 7 жовтня 1877року. Він був одним з одинадцяти дітей Томаса Бонда Спрега. Його батько бул актуарієм.
Томас Арчибальд навчався у Единбурзькому університеті. У період з 1898 до 1900 року Спрег брав участь у експедиції до Венесуели та Колумбії. Після повернення у 1900 році він почав працювати у Королівських ботанічних садах в К'ю. У 1913 році Томас Арчибальд відвідав Канарські острови. Спрег зробив значний внесок у ботаніку, описав багато видів насіннєвих рослин.
Томас Арчибальд Спрег помер у місті Челтнем 22 жовтня 1958 року.

## Наукова діяльність
Томас Арчибальд Спрег зробив значний внесок у ботаніку, описав багато видів насіннєвих рослин.

## Вшанування
На його честь було названо рід рослин Spragueanella Balle.